# Crasville, Eure
 Crasville  là một xã thuộc tỉnh Eure trong vùng Normandie miền bắc nước Pháp.